# Dicranomyia (Dicranomyia) nebulifera
Dicranomyia (Dicranomyia) nebulifera is een tweevleugelige uit de familie steltmuggen (Limoniidae). De soort komt voor in het Australaziatisch gebied.